# Вулиця Поворотна (Львів)
Вулиця Поворотна — вулиця в Личаківському районі Львова, у місцевості Знесіння. Пролягає від вулиці Новознесенської до вулиці Корейської.

## Історія та забудова
Виникла на початку XX століття у межах селища Знесіння, у 1931 році зафіксовано її офіційну назву — Крива. У 1933 році вулицю перейменували на вулицю Закрут. Сучасна назва — з 1950 року.
Вулиця забудована одноповерховими конструктивістськими будинками 1930-х років, є також і сучасні приватні садиби.